# I fratelli Michelangelo
I fratelli Michelangelo è un romanzo di Vanni Santoni pubblicato nel marzo 2019 da Mondadori.
Saga familiare "orizzontale" è stato uno dei romanzi più attesi del 2019 in Italia  per la stazza annunciata di oltre seicento pagine, segnando il ritorno di Santoni al realismo, con un confronto con i modelli ottocenteschi e novecenteschi, nonché col fantasma del "Grande Romanzo Italiano".

## Trama
Un uomo ormai anziano, Antonio Michelangelo, personalità istrionica del Novecento italiano (dirigente all'Olivetti e all'ENI, scrittore, regista e incisore), convoca i propri figli, avuti da donne diverse e sparsi per il mondo, in una villa nelle montagne toscane (uno di essi, Enrico, non sa di essere suo figlio, tant'è vero che è stato registrato all'anagrafe col cognome Romanelli). Da lì la vicenda racconta le vite dei rampolli in ambiti diversi (arte contemporanea, precariato dell'insegnamento, imprenditoria internazionale, sport e misticismo) ma anche, in controluce, quella di Antonio Michelangelo e del "secolo breve" da lui attraversato.